# Trattato di Pavia (1329)
     Dinastia di Wittelsbach

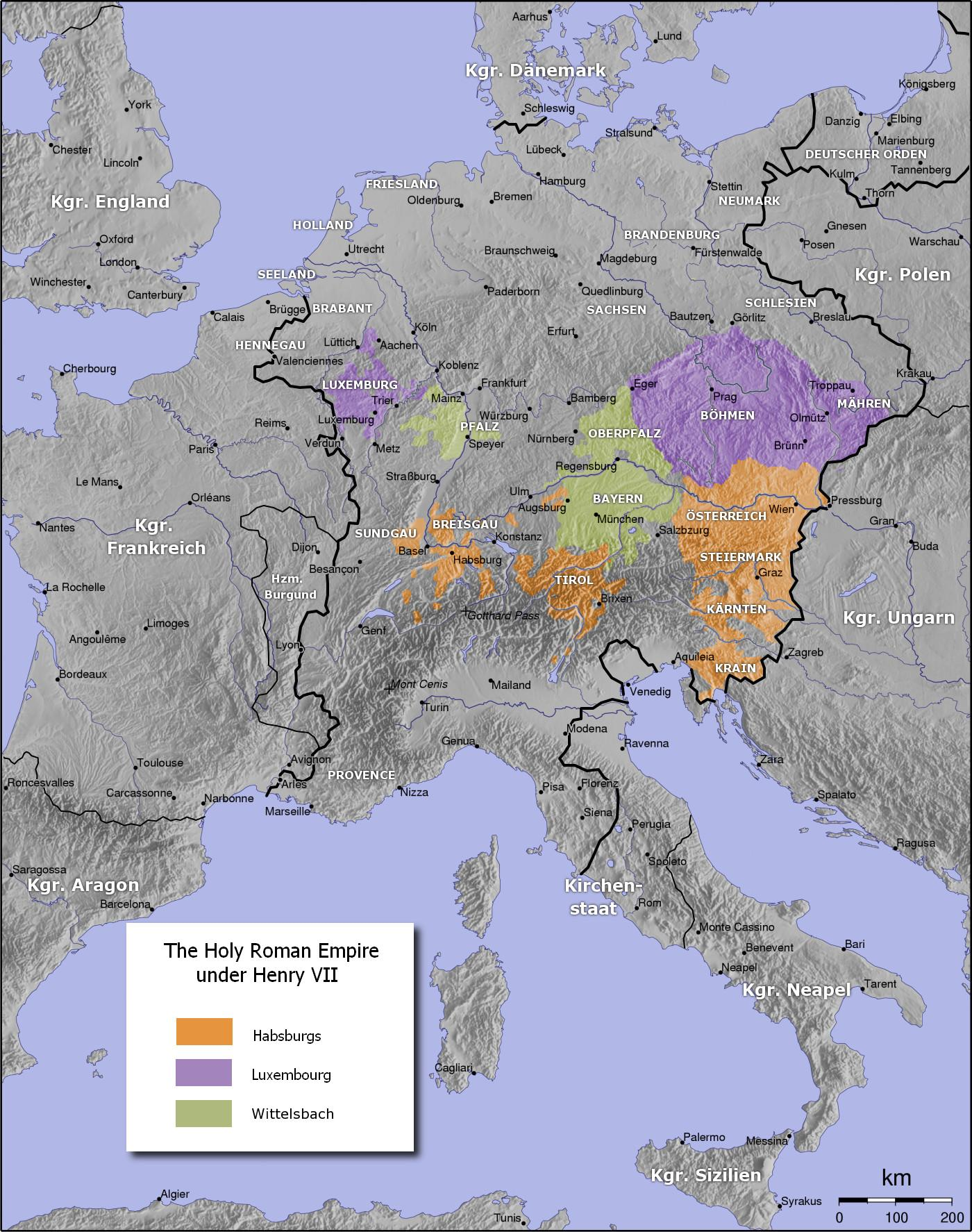
Il Sacro Romano Impero con in evidenza il Palatinato renano (Pfalz) e il Palatinato bavarese o Alto Palatinato (Oberpfalz) e il resto della Baviera (Bayern).
Dinastia di Wittelsbach

Il trattato di Pavia, firmato a Pavia nel 1329, fu un trattato che divise la dinastia Wittelsbach in due rami.
In base all'accordo siglato durante il suo soggiorno in Italia, l'imperatore Ludovico il Bavaro concesse ai discendenti del duca Rodolfo, fratello maggiore di Ludovico, la contea palatina del Reno e la contea palatina di Baviera. Ludovico tenne l'Alta Baviera (Oberbayern) ed ereditò anche la Bassa Baviera nel 1340. In questo modo Rodolfo I divenne l'antenato della "linea maggiore" (palatina) della dinastia Wittelsbach, che tornò al potere anche in Baviera nel 1777 dopo l'estinzione del "ramo minore" (bavarese), discendente da Ludovico il Bavaro. Con il trattato di Pavia i due rami fecero l'accordo secondo la quale, in caso di estinzione di uno dei due rami, l'altro ramo avrebbe ereditato i possedimenti del ramo estinto. Entrambi i rami della dinastia Wittelsbach pretesero il diritto a partecipare all'elezione del sovrano e il trattato avrebbe dovuto regolare questa consuetudine, stabilendo un criterio di alternanza. Tuttavia, con la promulgazione della Bolla d'oro del 1356 soltanto la linea maggiore ottenne la dignità elettorale.